# Natalja Sergejewna Korosteljowa
Natalja Sergejewna Korosteljowa, geborene Morilowa, (russisch Наталья Сергеевна Коростелёва, geborene Морилова; * 4. Oktober 1981 in Perm) ist eine ehemalige russische Skilangläuferin.

## Werdegang
Natalja Korosteljowa debütierte auf internationaler Ebene im Dezember 2001 bei einem FIS-Rennen in Krasnogorsk. Im Februar 2002 gewann sie im Val di Fiemme über 15 Kilometer ihr erstes Continental-Cup-Rennen. Seit Beginn der Saison 2002/03 wird Korosteljowa regelmäßig im Skilanglauf-Weltcup eingesetzt. In Kiruna erreichte sie im November 2002 als Vierte mit der Staffel ein erstes gutes Weltcup-Ergebnis. In Clusone erreichte sie einen Monat später als Neunte im Sprint erstmals eine Einzelplatzierung in dem Top Ten des Weltcups. Im folgenden Februar wurde sie zusammen mit Aljona Sidko Zweitplatzierte im Teamsprint von Asiago. Bei der folgenden Nordischen Skiweltmeisterschaften im Val di Fiemme gewann sie mit der Staffel die Bronzemedaille und wurde Neunte im Sprint und 15. über 10 Kilometer. Aufgrund einer Schwangerschaft traten Korosteljowas sportliche Bestrebungen zunächst in den Hintergrund und sie brauchte längere Zeit, um ihre alte Form wiederzuerlangen. Zu Saisonbeginn 2007/08 wurde sie in Düsseldorf Zweite im Teamsprint. Ihren ersten Sieg in einem Weltcup-Rennen war in der Folgesaison erneut beim Teamsprint in Düsseldorf, ihre Partnerin war Natalja Matwejewa. Bei der Tour de Ski 2009/2010 war sie Zweite beim Prolog und entschied den zweiten Sprint für sich. Korosteljowa qualifizierte sich ebenso wie ihr Bruder Nikolai Morilow für die russische Skilanglauf-Mannschaft bei den Olympischen Spielen 2010 in Vancouver. Sie kam bei vier Bewerben zum Einsatz und gewann zusammen mit Irina Chasowa die Bronzemedaille im Teamsprint. Mit der Staffel wurde sie Siebte, im Sprint Zwölfte und über die 10-km-Distanz Neunzehnte. Im März 2010 wurde sie in Syktyvkar russische Meisterin über 10 km. Die Saison beendete sie auf den zehnten Rang im Gesamtweltcup und den achten Platz im Sprintweltcup. In der Saison 2010/11 kam sie in Rybinsk mit der Staffel auf den dritten Platz. Bei den Nordischen Skiweltmeisterschaften 2011 in Oslo belegte sie den 32. Rang im Sprint. Zu Beginn der folgenden Saison erreichte sie den 18. Platz bei der Nordic Opening in Kuusamo. Im weiteren Saisonverlauf kam sie in Düsseldorf zusammen mit Natalja Matwejewa auf den dritten Rang im Teamsprint und in Moskau auf den zweiten Platz im Sprint. Zum Saisonende errang sie den 16. Platz im Sprintweltcup. Bei den Nordischen Skiweltmeisterschaften 2013 im Val di Fiemme wurde sie zusammen mit Natalja Matwejewa Siebte im Teamsprint. In der Saison 2013/14 startete sie ebenfalls im Eastern Europe Cup, den sie auf den ersten Platz in der Gesamtwertung beendete. Im Weltcup kam sie bei acht Teilnahmen, viermal in die Punkteränge. In der folgenden Saison erreichte sie bei zwei von acht Weltcuprennen Weltcuppunkte.
Korosteljowa ist mit dem früheren Biathleten und heutigen Skitechniker Pawel Korosteljow verheiratet, hat ein Kind und lebt in Rybinsk. 62 Mal konnte sie Weltcupplatzierungen in den Top Ten erreichen.

## Erfolge

### Siege bei Weltcuprennen

#### Weltcupsiege im Team
| Nr. | Datum             | Ort        | Disziplin             |
| --- | ----------------- | ---------- | --------------------- |
| 1.  | 21. Dezember 2008 | Düsseldorf | Teamsprint Freistil 1 |

#### Etappensiege bei Weltcuprennen
| Nr. | Datum          | Ort  | Disziplin       | Rennen              |
| --- | -------------- | ---- | --------------- | ------------------- |
| 1.  | 4. Januar 2010 | Prag | Sprint Freistil | Tour de Ski 2009/10 |

### Siege bei Continental-Cup-Rennen
| Nr. | Datum             | Ort            | Disziplin                  | Serie              |
| --- | ----------------- | -------------- | -------------------------- | ------------------ |
| 1.  | 10. Februar 2002  | Val di Fiemme  | 15 km Freistil Massenstart | Continental Cup    |
| 2.  | 23. Dezember 2009 | Krasnogorsk    | 10 km Freistil             | Eastern Europe Cup |
| 3.  | 2. Februar 2011   | Moskau         | Sprint Freistil            | Eastern Europe Cup |
| 4.  | 21. November 2013 | Werschina Tjoi | Sprint klassisch           | Eastern Europe Cup |

## Teilnahmen an Weltmeisterschaften und Olympischen Winterspielen

### Olympische Spiele
- 2010 Vancouver: 3. Platz Teamsprint Freistil, 7. Platz Staffel, 12. Platz Sprint klassisch, 19. Platz 10 km Freistil

### Nordische Skiweltmeisterschaften
- 2003 Val di Fiemme: 3. Platz Staffel, 9. Platz Sprint Freistil, 15. Platz 10 km klassisch
- 2005 Oberstdorf: 28. Platz Sprint klassisch
- 2007 Sapporo: 7. Platz Staffel, 10. Platz 10 km Freistil, 11. Platz 15 km Verfolgung, 27. Platz Sprint klassisch, 28. Platz 30 km klassisch Massenstart
- 2009 Liberec: 10. Platz Sprint Freistil, 35. Platz 15 km Verfolgung
- 2011 Oslo: 32. Platz Sprint Freistil
- 2013 Val di Fiemme: 7. Platz Teamsprint Freistil

## Platzierungen im Weltcup

### Weltcup-Statistik
Die Tabelle zeigt die erreichten Platzierungen im Einzelnen.
- 1.–3. Platz: Anzahl der Podiumsplatzierungen
- Top 10: Anzahl der Platzierungen unter den ersten zehn
- Punkteränge: Anzahl der Platzierungen innerhalb der Punkteränge
- Starts: Anzahl gelaufener Rennen in der jeweiligen Disziplin
- Hinweis: Bei den Distanzrennen erfolgt die Einordnung gemäß FIS.

| Platzierung         | Distanzrennen a | Distanzrennen a | Distanzrennen a | Distanzrennen a | Distanzrennen a | Skiathlon Verfolgung | Sprint | Etappen- rennen b | Gesamt | Team c | Team c  |
| Platzierung         | ≤ 5 km          | ≤ 10 km         | ≤ 15 km         | ≤ 30 km         | > 30 km         | Skiathlon Verfolgung | Sprint | Etappen- rennen b | Gesamt | Sprint | Staffel |
| ------------------- | --------------- | --------------- | --------------- | --------------- | --------------- | -------------------- | ------ | ----------------- | ------ | ------ | ------- |
| 1. Platz            |                 |                 |                 |                 |                 |                      | 1      |                   | 1      | 1      |         |
| 2. Platz            | 1               |                 | 1               |                 |                 |                      | 3      |                   | 5      | 2      |         |
| 3. Platz            |                 |                 |                 |                 |                 |                      | 2      |                   | 2      | 1      | 2       |
| Top 10              | 2               | 5               | 2               |                 |                 | 4                    | 19     |                   | 32     | 11     | 19      |
| Punkteränge         | 11              | 27              | 7               | 2               |                 | 18                   | 58     | 5                 | 128    | 12     | 20      |
| Starts              | 14              | 38              | 7               | 4               |                 | 24                   | 77     | 6                 | 170    | 12     | 20      |
| Stand: Karriereende |                 |                 |                 |                 |                 |                      |        |                   |        |        |         |

### Weltcup-Gesamtplatzierungen
| Saison  | Gesamt | Gesamt | Distanz | Distanz | Sprint | Sprint |
| Saison  | Punkte | Platz  | Punkte  | Platz   | Punkte | Platz  |
| ------- | ------ | ------ | ------- | ------- | ------ | ------ |
| 2002/03 | 269    | 17.    | -       | -       | 93     | 23.    |
| 2003/04 | -      | -      | -       | -       | -      | -      |
| 2004/05 | 76     | 47.    | 64      | 32.     | 12     | 56.    |
| 2005/06 | 94     | 48.    | 42      | 48.     | 52     | 33.    |
| 2006/07 | 218    | 22.    | 116     | 19.     | 70     | 28.    |
| 2007/08 | 390    | 20.    | 203     | 21.     | 151    | 19.    |
| 2008/09 | 210    | 31.    | 92      | 33.     | 102    | 24.    |
| 2009/10 | 488    | 10.    | 192     | 19.     | 272    | 8.     |
| 2010/11 | 69     | 55.    | -       | -       | 69     | 34.    |
| 2011/12 | 328    | 25.    | 105     | 29.     | 197    | 16.    |
| 2012/13 | 147    | 44.    | 51      | 47.     | 96     | 24.    |
| 2013/14 | 30     | 87.    | -       | -       | 30     | 56.    |
| 2014/15 | 9      | 109.   | -       | -       | 9      | 64.    |